# Gilman (hrabstwo Pierce)
Gilman – miasto w Stanach Zjednoczonych, w stanie Wisconsin, w hrabstwie Pierce.